# Bill Sidwell
Oswald William Thomas „Bill“ Sidwell (* 16. April 1920 in Goulburn, New South Wales; † 19. August 2021 in Caringbah, New South Wales) war ein australischer Tennisspieler.
Sidwell war ein Doppelspezialist, der in dieser Disziplin das Finale jedes der vier Grand-Slam-Turniere erreichte, aber nur eins seiner insgesamt fünf Finals gewann.

## Karriere
Als Jugendlicher gewann Sidwell 1938 das Juniorendoppel und im darauffolgenden Jahr das Junioreneinzel der Australian Championships, der heutigen Australian Open.
Nach dem Zweiten Weltkrieg wurde er einer der erfolgreichsten australischen Tennisspieler. Im Einzel erreichte er in den Jahren 1948 bis 1950 drei Mal in Folge das Halbfinale der Australian Championships und wurde 1949 – vor Einführung der Tennisweltrangliste – vom Sportjournalisten John Olliff auf Rang 10 eingeschätzt.
Im Doppel verlor er in den Jahren 1947 bis 1950 insgesamt vier Finals bei den Grand-Slam-Turnieren: bei den French Open 1947, Wimbledon 1947, den Australian Championships 1949 sowie nochmals Wimbledon 1950. Im Jahr 1949 gewann er gemeinsam mit seinem Partner John Bromwich die US Open und damit seinem einzigen Grand-Slam-Titel. Zusätzlich erreichte er auch das Finale der Australian Open 1948 in der Mixed-Konkurrenz.
Sidwell absolvierte in den Jahren 1948 und 1949 in insgesamt acht Begegnungen für die australische Davis-Cup-Mannschaft. Bei diesen spielte er insgesamt 18 Matches, von denen er 12 gewann (10 im Einzel, 2 im Doppel) und 6 verlor (5 im Einzel, 1 im Doppel).
In beiden Jahren erreichte er mit seiner Mannschaft das Finale gegen die Mannschaft der USA, die jeweils verloren gingen: im Davis Cup 1948 mit 0:5 und im Davis Cup 1949 mit 1:4.
Nach dem zweiten Erreichen des Wimbledon-Finals 1950 beendeten sowohl er als auch sein Partner Geoff Brown ihre Tenniskarrieren.

## Privatleben
Bereits im Alter von 15 Jahren wurde Sidwell bei der Firma Slazenger in Australien angestellt, da sein Vater mit dem Geschäftsführer der Firma befreundet war. Er sollte insgesamt 47 Jahre für das Unternehmen bis 1982 arbeiten.
Sidwells Tenniskarriere wurde durch den Zweiten Weltkrieg unterbrochen. Er nahm am Krieg als Pilot der Pathfinder Force der Royal Air Force teil.
Sidwell feierte 2020 seine 100. Geburtstag. Ein Jahr später verstarb er im Alter von 101 Jahren in einem Vorort von Sydney.